# LITTLE BUSTERS
『LITTLE BUSTERS』（リトル・バスターズ）はロックバンド、the pillowsの6枚目のアルバム。

## 概要
収録曲の『アナザーモーニング』は第2期に入る所で作られたが、ジャンルが変わってしまいこのころの発売となった。また、コーラスはシングルと少し異なる部分がある。当時のアレンジは『BOOTLEG THE PILLOWS 1992-1993』に収録されたもので聴くことができる。
ちなみに現在においても、このアルバムの収録曲はライブで演奏される頻度が高い。またボーカルの山中さわおは、このアルバムの表題曲である楽曲「LITTLE BUSTERS」に肖り、ライブなどでthe pillowsのファンのことを「バスターズ」と呼んでいる。
また、バンドの同期であるMr.Childrenの桜井和寿、スピッツの草野マサムネ、ウルフルズのトータス松本の3人がこのアルバムの業界向け資料にコメントを残している。Mr.Childrenの桜井和寿は『ほら、見ろ！！日本のバンドだってやっぱり格好良いじゃん。ああ、バンド組んでて良かった、と思った』、スピッツの草野マサムネは『やっぱりピロウズっていいバンド名だよな。俺らが先につけときゃ良かったと今でも思う』、ウルフルズのトータス松本は『ピロウズは繊細なようで実は男気爆発だ。ピロウズとはそういうバンドだ』とそれぞれ親交の厚さをうかがわせるメッセージを、このアルバムの発売に際して送った。

## 収録曲
作詞・作曲：山中さわお（全曲）
1. Hello, Welcome to Bubbletown's Happy Zoo (instant show)
2. アナザーモーニング
  - 12thシングル
  - ベストアルバム「Once upon a time in the pillows」にも収録。
  - 記載はないがアルバムミックスであり、末尾にリフレインが追加されている。
3. ONE LIFE (album mix)
  - 10thシングル
  - ベストアルバム「Fool on the planet」にも収録。
  - ベストアルバム「Rock stock & too smoking the pillows」にも収録。
4. THAT HOUSE
5. like a lovesong (back to back) (album version)
  - 10thシングル「ONE LIFE」のカップリング曲。本作に収録されたものはアルバム用に再録された。
6. Nowhere
7. ハイブリッド レインボウ
  - 11thシングル
  - ベストアルバム「Fool on the planet」にも収録。
  - ベストアルバム「Rock stock & too smoking the pillows」にも収録。
  - トリビュートアルバム「SYNCHRONIZED ROCKERS」にも収録。
8. Blues Drive Monster
9. パトリシア (album version)
  - 5thシングル「Tiny Boat」のカップリング曲。本作に収録されているのはアレンジを大幅に替えたアルバムバージョン。
10. Black Sheep
11. LITTLE BUSTERS
  - ベストアルバム「Fool on the planet」およびトリビュートアルバム「SYNCHRONIZED ROCKERS」にも収録。
  - リリース当時のタイアップは無かったが、2000年にOVA『FLCL』の挿入曲として、2023年にサントリープレミアムモルツのCMソングとしてオンエアされた。
  - 曲の後に隠しトラックとして同曲のReplyが収録されている。

## 演奏
- 鹿島達也：Bass (#2-11)
- 吉田仁：Bass (#1)
- 小川文明：Piano (#9)